# (836) Jole
(836) Jole – planetoida z pasa głównego asteroid okrążająca Słońce w ciągu 3 lat i 89 dni w średniej odległości 2,19 au. Została odkryta 23 września 1916 roku w Landessternwarte Heidelberg-Königstuhl w Heidelbergu przez Maxa Wolfa. Nazwa pochodzi od Jole, żony Heraklesa w mitologii greckiej. Przed nadaniem nazwy planetoida nosiła oznaczenie tymczasowe (836) 1916 AF.